# 錫德拉灣行動 (1986年)
錫德拉灣行動，美方的代号为燎原之火（Operation Prairie Fire），是1986年3月24日，美国海军的航母群在锡德拉湾與利比亞發生的衝突。  雙方互射導彈，美國方面沒有人受傷，利比亞方面有72人死亡，6名蘇聯技術人員受傷。